# محوطه چغا بافت
محوطه چغا بافت مربوط به عصر مس و سنگ - دوره هخامنشی - دوره اشکانیان است و در شهرستان اسلام‌آباد غرب، بخش مرکزی، ۲۰۰ متری شرق میدان بار اسلام‌آباد غرب واقع شده و این اثر در تاریخ ۱۴ اسفند ۱۳۸۵ با شمارهٔ ثبت ۱۷۸۳۵ به‌عنوان یکی از آثار ملی ایران به ثبت رسیده است.